# Quận Fulton, Ohio
.
Quận Fulton là một quận thuộc tiểu bang Ohio, Hoa Kỳ. Quận lỵ đóng ở Wauseon6. Quận Fulton thuộc Toledo vùng đô thị Toledo.
Quận được đặt tên theo Robert Fulton.
Dân số theo điều tra năm 2000 của Cục điều tra dân số Hoa Kỳ là 42.084 người.

## Địa lý
Theo Cục điều tra dân số Hoa Kỳ, quận này có diện tích km2, trong đó 0,13% là diện tích mặt nước.

### Các quận giáp ranh
- Quận Lenawee, Michigan (bắc)
- Quận Lucas (đông)
- Quận Henry (nam)
- Quận Williams (tây)
- Quận Hillsdale, Michigan (tây bắc)